# Синдром неосетљивости на андрогене
Синдром неосетљивости на андрогене (androgen insensitivity syndrome – AIS) или синдром тестикуларне феминизације (ранији назив) јесте стање које карактерише потпуна или делимична неосетљивост ћелија на андрогене хормоне. Она може оштетити или спречити маскулинизацију мушких гениталија у феталном периоду или спречити испољавање секундарних мушких полних карактеристика током пубертета (само код деце која су генетски мушког пола). Код деце која су генетски женског пола нема значајнијег оштећења гениталија и испољавања секундарних полних карактеристика.
Синдром неосетљивости на андрогене је подељен у три категорије које се разликују по степену гениталне маскулинизације: синдром потпуне андрогене неосетљивости (ЦАИС) је индикована када су спољашње гениталије које су типичне женске; благи синдром неосетљивости на андрогене (МАИС) је индикована када су спољашње гениталије типично мушке, и синдром делимичне андроген неосетљивости (ПАИС) је индикована када су спољашње гениталије делимично, али не у потпуности, маскулинизоване.   
Синдром неосетљивости на андрогене присутан је код особа  са кариотипом 46, XY који због недостатка рецептора гениталног ткива за тестостерон, развијају женски фенотип и одрастају до касна адолесценција и одрасло доба као жене. Само ако се пре тога уради кариотип (амнио или кордоцентеза пренатално) или ултрасонографија абдомена или тестиса током операције киле, синдром неосетљивости на андрогене се може открити  пре пубертета.
Примарна аменореја код "адолесценткиње" је један од разлога за отпочињање дијагностичке процедуре и утврђивање овог стања. 
Терапија је: билатерална орхидектомија и естроген супституција у пубертету и током живота. Ако је стање регистровано само у адолесценцији је потребно укључити психолога у терапијски тим – сваког у циљу правилног развоја личности.
Палета интерсексуалних стања има дугу листу поремећаја, и они су описании у књигама о ембриологији, педијатрије и дечје урологије. Осавремењавање дијагностичких процедура омогућава да се региструју нијансе у интерсексуалном развоју, управо због тога што се, практично, класификација ових поремечаја мења сваке две године, а самим тим и терапијски приступ. 

## Епидемиологија
Најбољи доступни подаци указују на инциденцу синдрома неосетљивости на андрогене од приближно 1 случаја на 20.400 живорођених мушкараца. Ова статистика је заснована на анализи данског регистра пацијената који је укључивао само хоспитализоване случајеве; стога, права инциденција синдрома неосетљивости на андрогене може бити већа.
Сматра се да је синдром потпуне неосетљивости на андрогене чешћи од синдрома делимичне неосетљивости на андрогене, иако тачне бројке нису доступне. У међународном регистру поремећаја полног развоја, од 649 доступних случајева, 170 случајева је имало сумњу на синдром неосетљивости на андрогене.  У ових 170 случајева, код 19 (11%) утврђена је аномалије, а код 9 њих потврђена је мутације андрогених рецептора.
Сви пацијенти са синдромом неосетљивости на андрогене су хромозомски и гонадно мушкарци. Међутим, раздвајање појмова пола и рода је кључно код ових пацијената. Појам секса се обично заснива на физичким атрибутима, док се концепт рода заснива на самопоимању и самоидентификацији појединца, као и на улози коју појединац преузима у друштву.
Већина пацијената са потпуним синдромом неосетљивости на андрогене има женски пол. Ово може бити делимично последица доделе улоге и васпитања пацијента пре постављања дијагнозе или пацијентовог избора женског „пола/пола” приликом постављања дијагнозе. Значај одсуства андрогеног ефекта се све више препознаје због његовог утицаја на мозак (и друге системе) који сазрева у смислу развоја родног идентитета одраслих.
Синдром делимичне андрогене неосетљивости је компликованији проблем за родни идентитет. Баш као што гениталије могу бити веома различите у степену вирилизације, родни идентитет може бити или женски или мушки. Тренутно нису идентификовани поуздани предиктори евентуалног родног идентитета, укључујући генотип или степен гениталне вирилизације при рођењу.

## Етиологија
Синдром  неосетљивости на  андрогене наследна је болест која се преноси аутосомно рецесивно везано за X хромозом. Клинички се испољава само код деце која су генетски мушког пола (код особа са Y хромозомом). 
Хумани андрогени рецептор (АР) је протеин кодиран геном који се налази на дугом краку X хромозома (Xq11- Xq12). До сада је дијагностиковано преко 400 мутација андрогених рецептора (АР) које се наслеђују аутосомно рецесивно везано за X хромозом. Особе са кариотипом 46, XY наслеђују искључиво мутантни ген, пошто имају само један X хромозом, док носиоци кариотипа 46, XX су минимално нападнути, пошто имају два XX хромозома (два андрогена рецептора гена). Око 30% мутација андрогених рецептора дешава се спонтано и није наследно.

### Дужина тринуклеотидних сателита и АР транскрипциона активност
Ген хуманиог андрогено рецепторс  садржи два полиморфна тринуклеотидна микросателита у егзону 1.
Први микросателит (најближи 5' крају) садржи 8 до 60 понављања глутаминског кодона "ЦАГ" и стога је познат као полиглутамински тракт.
Други микросателит садржи 4  до 31 понављања глицинског кодона „ГГЦ“ и познат је као полиглицински тракт.
Просечан број понављања варира у зависности од етничке припадности, при чему белци показују у просеку 21 ЦАГ понављање, а Црнци 18. 
Код мушкараца, болесна стања су повезана са екстремима у дужини полиглутаминског тракта; раком простате, хепатоцелуларним карцином и интелектуална ометеностима док је премало понављања повезано са спиналним и булбарним мишићнним атрофијама (СБМА) повезана са дужином ЦАГ понављања од 40 или више.  
Нека истраживања показују да је дужина полиглутаминског тракта у обрнутој корелацији са транскрипционом активношћу у протеина АР, и да дужи полиглутамински тракти могу бити повезани са мушком неплодношћу  и недовољно маскулинизованим гениталијама код мушкараца.  Друге студије су показале да таква корелација не постоји.
Свеобухватна мета-анализа субјекта објављена 2007. године подржава постојање корелације и закључује да се ове неслагања могу решити када се узме у обзир величина узорка и дизајн студије. Неке студије сугеришу да су веће дужине полиглицинског тракта такође повезане са дефектима маскулинизације гениталија код мушкараца.  Друге сличне студије нису пронашле такву повезаност.

### MутацијеАР
Од 2010. године, преко 400   мутација АР је пријављено у бази података о мутацијама АР, а број наставља да расте. Наслеђивање је типично мајчинско и прати рецесивни образац везан за Х; особе са кариотипом 46,XY увек експримирају мутантни ген пошто имају само један X хромозом, док су носиоци 46,XX минимално погођени. Око 30% времена,  мутација АР је спонтани резултат и није наследна. Такве де ново мутације су резултат мутације заметних ћелија или мозаицизма заметних ћелија у гонадама једног од родитеља, или мутације самог оплођеног јајета.
У једној студији, три од осам де ново мутација су се десиле у постзиготској фази, што је довело до процене да до једне трећине де ново мутација резултује соматским мозаицизмом. Не доводи свака мутација АР гена до неосетљивости на андрогене; једна одређена мутација се јавља код 8 до 14% генетских мушкараца и сматра се да негативно утиче само на мали број појединаца када су присутни други генетски фактори.

### Други узроци
Неке особе са овим синдромом немају никакве мутације андрогених рецептора упркос клиничким, хормонским и хистолошким карактеристикама довољним да оправдају дијагнозу овог синдрома; до 5% жена са ЦАИС нема мутацију андрогених рецептора, као и између 27[ и 72%  појединаца са ПАИС.
Код једног пацијента, основни узрок претпостављеног ПАИС-а био је мутантни протеин стероидогеног фактора-1 (СФ-1). Код другог пацијента, ЦАИС је био резултат дефицита у преношењу трансактивационог сигнала из Н-терминалног региона андрогеног рецептора до базалне транскрипционе машинерије ћелије. Протеин коактиватор који је у интеракцији са доменом трансактивације активационе функције 1 (АФ-1) андрогеног рецептора можда је био дефицитаран код овог пацијента. Поремећај сигнала се није могао исправити суплементацијом са било којим коактиватором познатим у то време, нити је окарактерисан одсутни коактиваторски протеин, што је оставило неке на терену неубеђеним да би мутантни коактиватор објаснио механизам отпорности на андрогене код ЦАИС или ПАИС пацијената са типичан ген андрогених рецептора.

## Клиничка слика
Синдром   неосетљивости на  андрогене клинички се испољава различито, у зависости од тога да ли се ради о особама са 46, XY или особама са 46, XX кариотипом.

### Кариотип 46, XY
Код особа са мушким кариотипом (46, XY), синдром андрогене неосетљивости, зависно од мутације,  и може се испољити као мушки или као женски фенотип. Када се испољава као мушки фенотип, онда се ради о  мушком, или благом синдрому андрогене неосетљивости (МАИС). Када се испољава као женски фенотип, онда се ради о женском или комплетном синдрому андрогене неосјетљивости (ЦАИС). Када су гениталија дјелимично маскулинизоване онда се ради о синдрому парцијалне андрогене неосјетљивости (ПАИС).
Синром комплетне андрогене неосетљивости (ЦАИС) као облик интерсексуализма не открива се код новорођенчета и малог детета, јер се болесно дете не разликује од нормалне женске деце. Могао би се открити једино када би се одредио полни хроматин (који је увек негативан) и кариотип (који је увек мушки 46, XY). Само у ретким случајевима може да се на рођењу јави недостатак вагина, или је она врло кратка, ако постоји. Након пубертета деца са овим синдромом изгледају као и нормална, или су висока, често као  врло лепе жене с добро развијеним дојкама, иако им је генетски пол мушки, а полне жлезде тестиси. У клиничкој слици иако су ове високе жене са добро развијеним дојкама, брадавице су им слабије развијене. Најкарактеристични налаз у клиничкој слици је недостатак или веома оскудна полна длакавост. Спољни генитал је женски, али се завршава слијепом вагином. Унутрашњи органи су или рудиментирани у различитом степену, или их нема. Гонаде макроскопски и микроскопски су налик тестисима. Тестиси, доста често, могу да се нађу у абдомену и ингвиналном каналу или чак и у лабијама. У њима се налазе тубули семиниферес  и Сертолијеве ћелијама, а Леyдигових ћелија обично нема. Тестиси луче андрогене хормоне: тестостерон, дехидроепиандростерон сулфат (ДХЕАС), ДХЕА, андростенедион, међутим, због резистенције таргет ткива њихов ефекат је блокиран. Насупрот блокираном андрогеном учинку, естрогени који се луче у малим количинама као код свих мушкараца, испољавају пуни ефект на таргет ткива. У пубертету долази до пораста дојки, али нема полне длакавости и менархе. У одраслом узрасту најчешћи клинички знак је аменореја.
Синдром парцијалне андрогене неосјетљивости (некомплетни облик -ПАИС) се разликује од потпуног облика највише у изгледу спољног генитала. Код овог облика постоји интерсексуални развој спољних гениталија са хипопластичним пенисом и уским урогениталним синусом или мушким типом уретре. Клиничка слика може да варира од скоро потпуне феминизације до мушког изгледа с гинекомастијом. Постоји лабиоскротална фузија, а вагина се завршава слепо. Тестиси су потпуно нормални, тако да у њима може доћи до сперматогенезе. Налазе се у ингвиналном каналу, високо, ниже, или у лабиоскроталној кеси. У пубертету је назначен развој груди, што може да ствара психосоцијалне проблеме. Начин насеђивања је исти као код комплетног облика. 

## Дијагноза
Фенотипови који су резултат неосетљивости на андрогене нису јединствени за синдром неосетљивости на андрогене, тако да дијагноза захтева темељно искључивање других узрока. 
Клинички налази који указују на синдром неосетљивости на андрогене укључују:
- присуство кратке вагине
- недовољно маскулинизоване гениталије,
- делимичну или потпуну регресију Милерових структура,
- билатералне недиспластичне тестисе,
- оштећену сперматогенезу и /или вирилизација.

Лабораторијски налази укључују кариотип 46, XY и типичан или повишен постпубертални ниво тестостерона, лутеинизирајућег хормона и естрадиола.  Активност везивања андрогена фибробласта коже гениталних органа је типично смањена,  иако су пријављени изузеци. Претварање тестостерона у дихидротестостерон може бити поремећено. Дијагноза синдром неосетљивости на андрогене се потврђује ако секвенцирање гена андрогеног рецептора открије мутацију, иако неће све особе са синдром неосетљивости на андрогене (посебно ПАИС) имати АР мутацију. 

## Диференцијална дијагноза
Сваки од три типа синдром неосетљивости на андрогене (потпуни, делимични и благи) има различиту листу диференцијалних дијагноза које треба размотрити. У зависности од облика сумње на синдром неосетљивости на андрогене, листа разлика може укључивати:
Хромосомске аномалије
- Клинефелтеров синдром (кариотип 47, XXY)
- Турнеров синдром (кариотип Еацх 45, XО)
- Мешовита гонадна дyсгенеза (кариотип 45,XО/46,XY )
- Тетрагаметски химеризам (кариотип 46,XX/46,XY)

Андрогена биосинтетска дисфункција у особа 46,XY
- Мутације рецептора лутеинизирајућег хормона (ЛХ)
- Липоидна конгенитална надбубрежна хиперплазија
- Недостатак 3β-хидроксистероид-дехидрогеназе 2
- Недостатак 17α-хидроксилазе
- Недостатак 17,20 лиазе
- Недостатак 17β-хидроксистероид дехидрогеназе
- Недостатак 5α-редуктазе

Вишак андрогена код особа 46, XX
- Недостатак 21-хидроксилазе
- Недостатак 3β-хидроксистероидне дехидрогеназе 2
- Недостатак оксидоредуктазе цитохрома П450 (поремећај код мајке узрокује 46, XX вирилизација фетуса)
- Недостатак 11β-хидроксилазе
- Недостатак ароматазе
- Мутације глукокортикоидних рецептора
- Вирилизирајући тумор мајке (нпр. лутеом)
- Повећана изложеност андрогену у матерници, није другачије назначено (нпр. андрогени лијекови)

Развојни
- Mayer–Rokitansky–Küster–Hauserov синдром (кариотип 46,XX)
- Свиеров синдром (кариотип 46,XY)
- Гонадна дисгенеза XX (кариотип 46,XX)
- Агенеза или хипоплазија Леyдигових ћелија , ако није другачије назначено (кариотип 46,XY)
- Синдром одсутног (нестајућег) тестиса
- Овотестисни ДСД
- Тестисни ДСД (нпр. реверзија спола 46,XX)
- Тератогени узроци (нпр. естрогени, антиестрогени)

Остали узроци
- Фрасиеров синдром (са прогресивном гломерулопатијом)
- Денис–Драхов синдром (са нефропатијом и Wилмсов тумор)
- Дужичасти синдром (са патуљастошћу)
- Шака-стопало-генитални синдром (са малформацијама удова)
- Синдром поплитеалног птеригија (повезан с опсежним мрежама иза кољена)
- Калманнов синдром (често с аносмијом)
- Хипоспадије није другачије назначено
- Крипторхизам није другачије назначено
- Вагинска атрезија није другачије назначено

## Терапија
Терапијске могућности код деце са овом болешћу су веома ограничене, и у основи се своде на примену симптоматске мере. Не постоји могућност корекције поремећене функције протеина андрогеног рецептора која настаје због мутацијом хуманиих андрогених рецептора. 
Главне тераписке мете се своде на: 
- одређивање пола,
- генитопластику,
- гонадектомију у вези са ризиком за појаву тумора,
- хормоналну терапију,
- генетско саветовање
- психолошко саветовање.

Сви пацијенти са синдром андрогене неосјетљивости требало би да се одгајају као жене. Супституција естрогенимаспроводи се у време пубертета.

## Прогноза
Медицинска и психолошка прогноза за жену са синдромом неосетљивости на андрогене је одлична ако има одговарајућу подршку и саветовање. Синдром неосетљивости на андрогене, било потпун или делимичан, има мали медицински морбидитет или морталитет.
Потпуни облик болести повећава ризик од малигнитета тестиса ако се тестиси не уклоне, при чему се ризик процењује на 3,6% до 25 година и 33% до 50 година старости. Препубертални малигнитет код потпуног синдромома неосетљивости на андрогене је изузетно реткост. Ризик од тумора герминативних ћелија (ГЦТ) код делимичног синдромома неосетљивости на андрогене са нелеченим неспуштеним тестисима је значајно већи, са проценама чак 50%.
Није доступно много документације о морбидитету или морталитету ових тумора посебно код особа са синдромом неосетљивости на андрогене. Сматра се да је тумор излечен без потребе за даљом терапијом ако се уклони док је још увек ограничен на унутрашњост капсуле тестиса. Тумор се код већине пацијената сматра излечивим чак и када није откривен у овом раном стању. Чини се да је употреба магнетне резонанце пре операције од помоћи у локализацији и планирању уклањања гонада ради смањења ризика од малигнитета и спречавања повреда других структура.
За разлику од медицинског морбидитета, психолошки морбидитет је уобичајен. Фенотипске жене за које се открије да су генетски мушкарци могу имати психосоцијалне проблеме. Ове жене захтевају осетљиву психолошку подршку. Њихови психосоцијални проблеми се крећу од питања идентитета до проблема који се односе на родну перцепцију спољашњег света и стил и осетљивост (или недостатак истих) са којима се сусрећу у оквиру медицинског система.
Већина погођених појединаца пријави психичку трауму приликом постављања дијагнозе. Њихове реакције на дијагнозу често су отежане интеракцијом са системом медицинске неге, у којој се често третирају као необичности и приморани да се подвргавају вишеструким прегледима и интервјуима са студентима и штићеницима у наставне сврхе. Чак иу ситуацијама без наставе, жене са синдромом неосетљивости на андрогене пријављују потешкоће у идентификацији канцеларија у којима су лекари и особље упознати са њиховим стањем. Многим од ових пацијената је речено да они заиста нису жене, већ да су мушкарци због присуства И хромозома и тестиса. Ове потешкоће и сумње често изазивају стид и сумњу у себе, као и бес и фрустрацију због медицинског система за који су очекивали да ће се побринути за њих. Постоји далекосежни недостатак сексуалног самопоуздања и сексуалног задовољства код особа са синдромом потпуне неосетљивости на андрогене.